# Constantyn Netscher
Constantyn Netscher (L'Aia, 16 dicembre 1668 – L'Aia, 27 marzo 1723) è stato un pittore olandese.

## Biografia

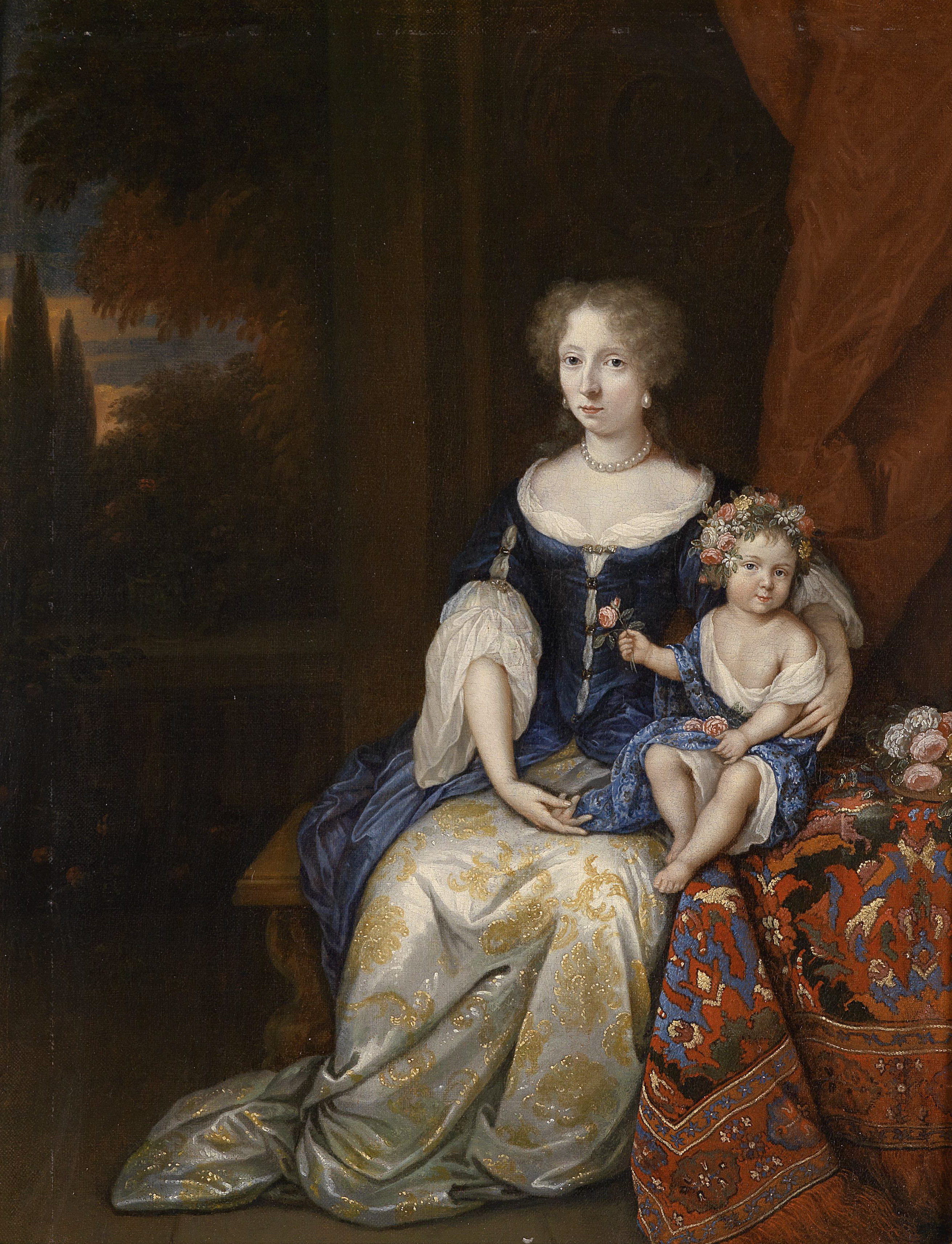
Ritratto di giovane dama con bambino, Collezione privata

Constantyn Netscher nacque a L'Aia il 16 dicembre 1668. Figlio di Caspar, fu allievo del padre e fu iscritto alla gilda dell'Aia dal 1686 e ne fu decano fino al 1706.
Imitatore del padre, si dedicò alla pittura mitologica e soprattutto a quella di genere e ai ritratti.

### Opere
- Venere che piange Adone, Louvre, Parigi
- Ritratto di Jacob Jan de Backer, 1694
- Ritratto di Agatha Bicker, 1694, Rijksmuseum, Amsterdam
- Ritratto d'uomo, 1715, Mauritshuis, L'Aia
- Ritratto d'uomo in armatura, 1720, Museo di Tours
- Stadhouder Guglielmo III, Museo Boijmans Van Beuningen, Rotterdam
- Primo ritratto di donna, Museo di Lilla
- Secondo ritratto di donna, Museo di Lilla